# Florent Amodio
Florent Amodio (Sobral, 12 mei 1990) is een Frans-Braziliaans voormalig kunstschaatser. Amodio is viervoudig Frans kampioen en veroverde in 2011 de Europese titel bij het kunstschaatsen. Hij nam deel aan twee edities van de Olympische Winterspelen: Vancouver 2010 en Sotsji 2014.

## Biografie
De in Brazilië geboren Amodio werd op jonge leeftijd, gelijktijdig met zijn zusje, geadopteerd door een Frans echtpaar. Hij begon op vierjarige leeftijd met kunstschaatsen. Op zijn twaalfde werd Amodio gediagnosticeerd met de ziekte van Osgood-Schlatter, waardoor hij achttien maanden niet kon schaatsen. Hij keerde in 2004 terug in de competitie en vertegenwoordigde Frankrijk in 2005 voor het eerst op een internationale kunstschaatswedstrijd. In 2011 werd hij bij zijn debuut Europees kampioen bij de mannen, gevolgd door de bronzen medaille in 2012 en de zilveren in 2013. Op de WK van 2012 behaalde hij met de vijfde plaats zijn beste eindklassering.
Bij zijn twee deelnames aan de Olympische Winterspelen eindigde hij bij de mannen respectievelijk als 12e in 2010 en als 18e in 2014. Met het Franse team behaalde hij in 2014 de zesde plaats. Na de EK van 2016 beëindigde Amodio zijn sportieve carrière.

## Belangrijke resultaten
| Kampioenschap            | 04/05 | 05/06 | 06/07  | 07/08 | 08/09  | 09/10         | 10/11         | 11/12         | 12/13         | 13/14         | 14/15         | 15/16         |
| ------------------------ | ----- | ----- | ------ | ----- | ------ | ------------- | ------------- | ------------- | ------------- | ------------- | ------------- | ------------- |
| Olympische Spelen        |       |       |        |       |        | 12e           |               |               |               | 18e 6e (team) |               |               |
| Wereldkampioenschap      |       |       |        |       |        | 15e           | 7e            | 5e            | 12e           | t.z.t.        | 9e            |               |
| Europees kampioenschap   |       |       |        |       |        |               | Goud          | Brons         | Zilver        | 13e           | 9e            | 4e            |
| Grand Prix-finale        |       |       |        |       |        |               | 6e            |               |               |               |               |               |
| Nationaal kampioenschap  |       | 11e   | 7e     | 4e    | Zilver | Goud          | Zilver        | Zilver        | Goud          | Goud          | Goud          | Zilver        |
| WK junioren              |       |       | 15e    | 10e   | 15e    | geen deelname | geen deelname | geen deelname | geen deelname | geen deelname | geen deelname | geen deelname |
| Junior Grand Prix-finale |       |       |        |       | Goud   | geen deelname | geen deelname | geen deelname | geen deelname | geen deelname | geen deelname | geen deelname |
| NK junioren              | 4e    | 4e    | Zilver | Goud  | Goud   | geen deelname | geen deelname | geen deelname | geen deelname | geen deelname | geen deelname | geen deelname |

## Persoonlijke records
Behaald tijdens ISU-wedstrijden. 
|                     | punten | datum      | toernooi |
| ------------------- | ------ | ---------- | -------- |
| Hoogste totaalscore | 250.53 | 26-01-2013 | EK       |
| Hoogste korte kür   | 089.82 | 24-01-2013 | EK       |
| Hoogste lange kür   | 163.07 | 31-03-2012 | WK       |